# Bleach (album)
Vous lisez un « article de qualité » labellisé en 2013.
Pour les articles homonymes, voir Bleach.
Albums de Nirvana
Blew
(1989)
Bleach est le premier album studio du groupe américain de grunge Nirvana, sorti le 15 juin 1989 aux États-Unis sur le label Sub Pop en cassette et en vinyle 12" (30 cm), puis au format CD au Royaume-Uni par Tupelo Records. Après le succès de l'album Nevermind en 1991, Sub Pop et Geffen Records ressortent conjointement une édition le 15 décembre 1992 avec deux morceaux en plus. En 2009, l'album est la meilleure vente de l'histoire du label Sub Pop avec plus de 1,7 million d'exemplaires vendus aux États-Unis (disque de platine). Une édition proposée pour son vingtième anniversaire propose en plus une dizaine de chansons enregistrées lors du concert au Pine Street Theater de Portland le 9 février 1990. En France, Bleach est certifié double disque d'or avec plus de 200 000 ventes.
Alors que Nirvana n'est pas la préoccupation principale de Sub Pop, le groupe enregistre son premier album studio au cours de six sessions et une trentaine d'heures au Reciprocal Recording de Seattle, avec Jack Endino en ingénieur du son, entre la fin décembre 1988 et le mois de janvier 1989 pour la modique somme de 606,17 $. La facture est payée par Jason Everman, un ami guitariste et fan du groupe, lui permettant d'être crédité comme second guitariste et d'apparaître sur la pochette du disque alors qu'il n'a joué aucune note. Il les accompagne ensuite sur la tournée américaine de dix-neuf dates avant d'être écarté du groupe par Kurt Cobain. Malgré une promotion proche du néant, Nirvana se rend sur le continent européen, précédé du maxi Blew, afin de porter le son grunge de Seattle, la ville d'origine du groupe.
À la suite de ces tournées, l'album commence enfin à se vendre et la critique à s'y intéresser malgré les problèmes récurrents de batteur que connaît le trio. Ainsi, avant l'explosion de la popularité de Nirvana, Bleach se vend à environ 35 000 exemplaires, un chiffre plutôt correct pour un groupe indépendant qui leur permet de signer sur un grand label, DGC Records.  
Musicalement, l'album est marqué par des guitares vives, une basse sourde, une batterie explosive et un chant alternant rugissements primaux et voix suave. Bien que Kurt Cobain estime que le son produit résulte du souhait de leur label, ses talents d'écriture et sa capacité à composer des chansons pop, notamment sur la ballade About a Girl, sont mis en avant. Certains morceaux comme Blew laissent déjà entrevoir la voie du succès que le groupe suivra pour arriver à Nevermind deux ans plus tard.

## Historique

### Contexte

Sub Pop est le premier label à croire en Nirvana.

Kurt Cobain et Krist Novoselic se rencontrent pour la première fois en 1984 à la salle de répétition des Melvins, à Aberdeen. Bien que le premier veuille monter un groupe avec le second, ce n'est qu'en 1987 qu'ils commencent à jouer ensemble. Ils débutent avec Bob McFadden à la batterie, mais recrutent Aaron Burckhard au cours de l'hiver 1987 pour le remplacer. Ils s'essayent d'abord sur des morceaux de Fecal Matter, l'ancien groupe de Kurt Cobain, avant de composer de nouvelles chansons.
Kurt Cobain et Krist Novoselic déménagent alors, respectivement à Tacoma et Olympia, perdant contact avec leur batteur. Dale Crover, des Melvins, les rejoint alors pour leurs répétitions. Le 23 janvier 1988, ils enregistrent dix titres (dont un brouillon de Love Buzz) en quatre heures au studio d'enregistrement Reciprocal Recording avec  Jack Endino, produisant ainsi leur première démo, Dale Demo, que le producteur présentera à Jonathan Poneman, directeur du label Sub Pop,. Dale Crover quitte à son tour le groupe en mars mais leur recommande Dave Foster pour le remplacer. La formation se stabilise quelques mois, mais ce dernier fait un passage en prison, et malgré un éphémère retour d'Aaron Burckhard, le duo poste une annonce dans le magazine The Rocket afin de trouver leur maillon manquant. Un ami commun leur présente alors Chad Channing, qui devient le nouveau batteur du groupe bien qu'il n'en ait jamais eu la confirmation officielle. La formation prend différents noms avant de se fixer sur Nirvana. Le premier concert joué sous cette appellation a lieu le 19 mars 1988 au Community World Theatre de Tacoma.
Sur une invitation de Jonathan Poneman, ils donnent un petit concert au club Vogue de Seattle le 24 avril lors d'un Sub Pop Sunday, au cours duquel les deux dirigeants du label sont impressionnés par « la fureur scénique du groupe ». Nirvana est de ce fait convié au Reciprocal Recording à plusieurs reprises en juin et juillet où ils enregistrent avec Jack Endino une reprise du groupe néerlandais Shocking Blue, Love Buzz, et Big Cheese. À la suite de ces différentes sessions, Jonathan Poneman choisit d'inaugurer le Sub Pop Singles Club en novembre 1988 avec la sortie de leur premier single, Love Buzz, dont la face B n'est autre que Big Cheese. Ce single n'est tiré qu'à 1 000 exemplaires.
Après la signature d'un contrat de licence avec Sub Pop, le groupe est prié de rentrer en studio pour enregistrer un maxi. Le trio répète alors durant plusieurs semaines au-dessus du salon de coiffure d'Aberdeen où travaille la mère de Krist Novoselic pour s'y préparer,. En revanche, ils le font dans le but de sortir un album et non un simple maxi.

### Enregistrement et production

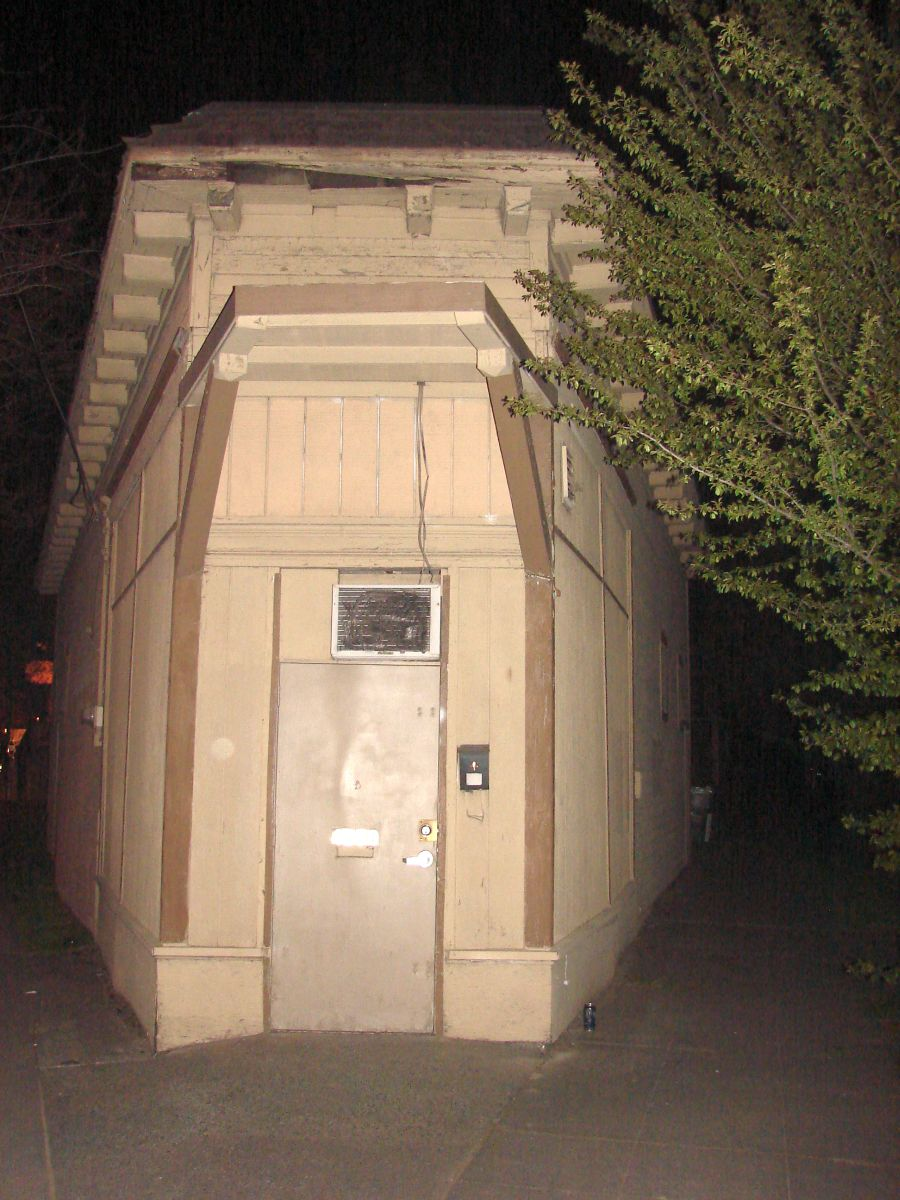
Le Reciprocal Recording, lieu d'enregistrement de Bleach.

Nirvana entre au Reciprocal Recording, un pavillon suburbain de Seattle reconverti en studio en 1986, pour l'enregistrement de Bleach le 24 décembre 1988 sous la houlette de Jack Endino, le producteur de Sub Pop qui a supervisé les groupes majeurs de la première vague grunge tels que Mudhoney, Tad et Soundgarden. Cette première session, la veille de Noël, n'est pas très productive : durant les cinq-six heures de celle-ci, ils partagent plus leurs impressions sur ce qu'ils souhaitent faire qu'ils ne jouent,.
Les sessions suivantes des 29, 30 et 31 décembre, puis des 14 et 24 janvier, se révèlent bien plus efficaces puisque l'album est enregistré et mixé en une trentaine d'heures. Dans une interview au magazine Mojo, le producteur définit le processus de « spontané », ajoutant qu'il « n'avait qu'à presser le bouton d'enregistrement et faire en sorte que cela sonne bien ». Krist Novoselic explique à Gillian G. Gaar, journaliste musicale de Seattle, qu'ils « essayaient de reproduire ce [qu'ils faisaient] sur scène », puisque ce sont leurs premiers concerts qui ont créé l'identité sonore du groupe.
Floyd the Barber, Paper Cuts et Downer proviennent de sessions précédentes au Reciprocal Recording, pendant lesquelles Dale Crover était présent à la batterie. Le groupe souhaitait de nouveau les enregistrer avec Chad Channing, mais doit finalement se résigner à juste remixer les précédentes versions pour la version finale de l'album. Parmi les morceaux enregistrés pour Bleach, Big Long Now est écarté du disque par la suite car Kurt Cobain estime qu'il y a « déjà suffisamment de chansons heavy dessus » et ne veut pas qu'elle sorte.
Alors que l'album est édité et séquencé, Bruce Pavitt, l'un des deux fondateurs de Sub Pop, demande qu'il soit re-séquencé. Finalement, l'enregistrement de Bleach est facturé 606,17 $ à Nirvana par Jack Endino. Cet argent est emprunté à Jason Everman, un ami du groupe, ce qui lui vaudra d'être crédité comme deuxième guitariste alors qu'il n'a pas joué une seule note de guitare sur l'album. Néanmoins, il occupe cette place lors de la tournée qui suit. Jack Endino affirmera plus tard : « c'était excitant de produire cet album car il en ressortait quelque chose de fort, d'intense, mais nous étions aussi très limités à la fois par le temps et par le matériel. Cette situation était donc également très frustrante ».

## Parution et réception

### Sortie
Sub Pop n'ayant pas suffisamment de fonds pour publier Bleach, sa parution est décalée de plusieurs mois. L'album bénéficie d'une promotion quasi nulle car le label ne croit pas en la réussite de Nirvana et se concentre davantage sur Mudhoney et Tad. Le communiqué de presse ironique de Sub Pop est d'ailleurs sans équivoque : « Ils sont jeunes, ils possèdent leur propre van et ils vont nous rendre riches ! ». Le label prévoit de vendre au mieux 5 000 copies et n'est pas préparé à en produire beaucoup plus : les 1 000 premiers exemplaires sont imprimés sur vinyle blanc et les 2 000 suivants en vert foncé et accompagnés d'un poster, le reste en noir. Peu après, le maxi Blew, reprenant entre autres les chansons Blew et Love Buzz, sort pour soutenir l'arrivée de l'album et du groupe en Europe.
Bleach paraît en cassette et en vinyle 7" le 15 juin 1989 aux États-Unis sur Sub Pop. Il est distribué en vinyle et en CD par Tupelo Records au Royaume-Uni dans une édition incluant Big Cheese, tandis que Waterfront Records se charge de sa diffusion en Australie la même année dans des pochettes de différentes couleurs,. Sub Pop sort une version CD de l'album en 1990 avant de la rééditer le 15 décembre 1992 pour le marché américain à la suite du succès de Nevermind, en y ajoutant les chansons Big Cheese et Downer. Geffen Records, le label de Nirvana par la suite, s'assure de sa disponibilité dans le reste du monde. Après plusieurs nouvelles sorties en 2002 et 2005 sur Sub Pop, le label publie le 3 novembre 2009 une édition spéciale pour le vingtième anniversaire de la première parution de l'album. Cette version inclut, en plus des chansons remastérisées de la réédition de 1992, une dizaine de morceaux enregistrés lors du concert du groupe au Pine Street Theater de Portland le 9 février 1990.

### Accueil critique
Bleach est très bien accueilli par la critique puisqu'il obtient un score de 85 % sur Metacritic, basé sur dix-neuf analyses. Ainsi, le Billboard y voit « les humbles débuts d'un nouveau groupe qui va être à la tête d'un nouveau genre musical et gagner sa place dans l'histoire de la musique ». Mark Powell, pour Drowned in Sound, complète en disant que l'album « montre comment Nirvana va passer d'un succès commercial à son chant du cygne ». Il ajoute qu'« ironiquement, l'album a toujours été destiné aux collectionneurs, mais que ceux qui en profitent le plus, ce sont les fans de Nevermind, ulcérés de la réussite d'In Utero » et que c'est finalement celui sur lequel « on peut le plus apprécier le travail d'écriture de Cobain ».
Josh Modell, de The A.V. Club (The Onion), le décrit comme « la synthèse parfaite du grunge en colère et de la sensibilité pop de Kurt Cobain », ce que Stuart Berman (Pitchfork) reconnaît également : « les contrastes mélodiques de la brillante première partie — marquée par la chanson contre l'amour About a Girl — cèdent la place dans la deuxième à un grunge plus typique ». Le magazine Mojo le trouve d'ailleurs « courageux pour un premier album », tandis que le Q estime que « l'attraction durable du disque provient avant tout de son rythme indéniable ».
Rolling Stone observe une progression « débutant par une intro avec un retour et se terminant par la destruction totale des instruments », tel « un groupe sauvage et menaçant sur le point de devenir une bête ». Dans la lignée, Edwin Pouncey, de NME, déclare que « le vrai rock doit faire mal. Comme si on était trop près d'une vitre qui explose » et ajoute que « c'est le son le plus redoutable et le plus grand que Sub Pop a su dénicher », à la limite du « primitif ». Anthony Leaver, journaliste de la BBC, estime que ce qui rend Bleach si spécial, ce sont « ses manques : les frappes et les ratés de Chad Channing à la batterie […] et la production horriblement précipitée qui laisse l'album plein de retours et de distorsion ».
Sputnikmusic ne considère pas l'album « comme le meilleur de Nirvana dans bien des domaines ». Bien que le rédacteur juge « la qualité de composition aussi bonne que sur Nevermind et In Utero », il met en avant « son énergie, sa sincérité et le côté aventureux de ses chansons ». Il explique que « Kurt a ajouté un élément original à chaque morceau, sans hésiter à prendre des directions différentes dans l'écriture de ceux-ci ». Enfin, PopMatters définit Bleach comme « une marche importante pour la musique rock des deux dernières décennies ».

### Succès commercial
Avant que Nevermind ne sorte en septembre 1991, Bleach s'était vendu à plus de 40 000 exemplaire en Amérique du Nord, mais avec la réédition proposée conjointement par Sub Pop et Geffen Records à la fin de l'année 1992, il est devenu lui aussi un succès avec plus de 1,7 million de disques écoulés en 2009 aux États-Unis, obtenant donc un disque de platine dès février 1995. Le premier album de Nirvana est ainsi la meilleure vente du label Sub Pop. Bleach est également disque de platine au Royaume-Uni, disque d'or au Canada et double disque d'or en France,.
Lors de sa première sortie, l'album n'entre pas dans les classements de ventes. En revanche, sa version de 1992 se classe dans différents pays, avec notamment la 89e place au Billboard 200, la 33e au Royaume-Uni et même la 23e et la 24e en Belgique et en Allemagne. La mort de Kurt Cobain en avril 1994 relance les ventes, tout autant que l'édition publiée en 2009 par Sub Pop pour célébrer le vingtième anniversaire de sa première parution.

### Classements et certifications
| Pays                               | Durée du classement | Meilleure position |
| ---------------------------------- | ------------------- | ------------------ |
| Allemagne (Media Control AG)       | 14 semaines         | 24e                |
| Australie (ARIA Charts)            | 4 semaines          | 34e                |
| Autriche (Ö3 Austria Top 40)       | 6 semaines          | 26e                |
| États-Unis (Billboard 200)         | 20 semaines         | 89e                |
| Finlande (Suomen virallinen lista) | —                   | 22e                |
| Japon (Oricon)                     | —                   | 46e                |
| Nouvelle-Zélande (RIANZ)           | 4 semaines          | 30e                |
| Royaume-Uni (UK Albums Chart)      | 9 semaines          | 33e                |

| Pays                         | Durée du classement | Meilleure position |
| ---------------------------- | ------------------- | ------------------ |
| Belgique (Wallonie Ultratop) | 3 semaines          | 23e                |

| Pays                         | Durée du classement | Meilleure position |
| ---------------------------- | ------------------- | ------------------ |
| Belgique (Flandres Ultratop) | 1 semaines          | 25e                |

| Pays        | Ventes    | Certifications | date       |
| ----------- | --------- | -------------- | ---------- |
| Australie   | 70 000 +  | Platine        | 1996       |
| Canada      | 50 000    | Or             | 18/06/1999 |
| France      | 200 000   | 2 × Or         | 26/11/1997 |
| États-Unis  | 1 000 000 | Platine        | 27/02/1995 |
| Pologne     | 20 000    | Or             | 1999       |
| Royaume-Uni | 300 000   | Platine        | 22/07/2013 |

### Tournées

#### Tournée américaine
Malgré la très faible promotion du label, Nirvana part dans son vieux van pour une tournée qui comprend dix-neuf dates. Elle commence dès le 22 juin par un concert à San Francisco. Le public est très peu nombreux au début et la majorité des spectateurs viennent plus pour voir un groupe Sub Pop que pour Nirvana. Le budget est lui aussi très limité, forçant les membres à dormir souvent dans la même chambre de motel à 30 $ la nuit, voire dans le même lit. Au cours de celle-ci, le deuxième guitariste Jason Everman se retire petit à petit du groupe. Après le dernier concert, le 18 juillet à New York, Kurt Cobain ne lui adresse même plus la parole et le trajet de retour pour Seattle s'effectue « dans un silence pesant ».Kurt Cobain et Krist Novoselic rejoignent Mark Lanegan et Mark Pickerel, de Screaming Trees, au Reciprocal Recording les 20 et 28 août afin d'échanger sur la culture blues. Ils forment même brièvement un supergroupe nommé The Jury (que Kurt Cobain aurait souhaité appelé Lithium) dont la musique se rapproche de Led Zeppelin et Cream. Ils écoutent également des morceaux de Leadbelly, figure majeure de la musique populaire américaine dans les années 1930 et 1940  qui a été repris par un grand nombre d'artistes tels les Beatles ou Frank Sinatra. Passionnés par le chanteur , ils enregistrent quelques chansons et seule Where Did You Sleep Last Night est gardée pour le premier album solo de Mark Lanegan, The Winding Sheet, paru en mai 1990. Les autres morceaux resteront sur bande.
En parallèle, Nirvana donne quatre concerts dans l'État de Washington en août et deux en septembre dans le Midwest. Kurt Cobain passe également beaucoup de temps dans son appartement d'Olympia à écrire des chansons. Le groupe se réunit un soir au studio Music Source avec le producteur Steve Fisk pour enregistrer de nouveaux morceaux dans le but de sortir un maxi en Europe et notamment au Royaume-Uni, où Bleach vient seulement de paraître et où ils vont bientôt donner des concerts. Sur les cinq pistes enregistrées dans la soirée, Stain, Been a Son, Token Eastern Song, Polly et Even in his Youth, seules les deux premières sont gardées pour Blew. Les deux autres chansons du maxi sont Blew et Love Buzz, reprises de l'album.

#### Tournée européene
Nirvana commence sa tournée européenne par un concert à Newcastle le 23 octobre 1989 devant un public enthousiaste. La presse britannique s'est d'ailleurs entichée du groupe et estime que c'est le meilleur représentant que le grunge peut avoir. Grâce à cette publicité, les salles se remplissent de plus en plus au cours des trente-six dates. De plus, le trio partage l'affiche avec Tad, une autre formation du label Sub Pop dont la réputation « crasseuse et dégoutante » a fortement œuvré pour l'image du grunge.
Le groupe traverse ensuite l'Europe pendant six semaines dans un van : Allemagne, Pays-Bas, Autriche, Hongrie, Suisse, puis Italie. Mais lors d'un concert à Rome, Nirvana effectue une prestation désastreuse. Kurt Cobain déclare qu'il quitte le groupe après être monté sur des rampes d'éclairage puis avoir menacé de sauter dans le vide. Cette réaction du chanteur vient à l'encontre des deux dirigeants du label Sub Pop, Bruce Pavitt et Jonathan Poneman, qui ont profité du spectacle à leur aise alors que le trio enchaîne les dates dans des conditions déplorables. Presque sans le sou, le groupe peut à peine remplacer le matériel qu'il détruit « instinctivement » sur scène. Ainsi, après un concert à la MJC d'Issy-les-Moulineaux devant cent cinquante personnes et un autre à Gand en Belgique, Kurt Cobain fracasse sa nouvelle Fender (offerte par Jonathan Poneman pour remplacer son ancien instrument) sur Krist Novoselic et sa basse lors d'une des deux soirées à l'Astoria de Londres.
C'est finalement grâce à ces concerts devenus légendaires que Nirvana devient l'ambassadeur du son de Seattle et du grunge. Lors d'une interview au magazine anglais Sounds, le leader emblématique du groupe répondra que pour la nouvelle décennie qui arrive, sa seule volonté est de « dégrader tout forme de musique ayant déjà existé ». Ce succès européen traverse ensuite l'Atlantique et les premiers mois de l'année 1990 voient les ventes de Bleach enfin décoller, lui permettant de devenir le plus important succès pour un premier album sur un label indépendant.

## Caractéristiques artistiques

### Thème et composition
Bleach est fortement marqué par un « son de basse profond, parfois sombre et boueux, des distorsions mises en avant et des mélodies éparses que porte la voix de Kurt Cobain, à l'intensité souvent primale ». Kurt Cobain dit que le grunge produit est le souhait de Sub Pop et a d'ailleurs l'impression qu'il se sentait obligé d'être dans cette lignée pour avoir un public, quitte à faire abstraction de ses talents d'écriture de chansons pop. Il qualifie également les chansons d'« unidimensionnelles » et ajoute qu'il a cherché à montrer « le côté courtois et poli du bonheur », bien que celles-ci soit présentées comme « délibérément sombres, claustrophobes, d'un niveau d'écriture inconstant et dont la retranscription des performances scéniques est quasi nulle ». Les influences de Led Zeppelin, Black Sabbath et Metallica sont fortement présentes dans ce premier album. Le style général de l'album est un punk rock violent, dévoilant ses forces et ses limites « dans ce qu'il a de plus expéditif », et traversé de « quelques éclairs pop ». Les riffs sont « omniprésents » et il n'y a quasiment pas de solos.
Le leader de Nirvana explique au magazine Spin en 1993 qu'« il n'y a pas d'explication aux paroles ». Il vérifiait juste « qu'elles n'étaient pas sexistes ou trop embarrassantes ». La grande majorité de celles-ci a été écrite la nuit avant l'enregistrement. Il continue d'ailleurs à les retravailler sur la route vers le studio. Néanmoins, Michael Azerrad estime que plusieurs chansons s'inspirent d'événements ayant marqué sa vie. Krist Novoselic explique plus tard que dans leur van, ils écoutaient une cassette, dont une face avait un album de The Smithereens et l'autre, un de Celtic Frost. Il pense que la combinaison des deux groupes a eu une influence sur la musique de Bleach.
Bleach débute par Blew, une chanson « typiquement grunge, menaçante, sourde et explosive », qui évoque une aliénation confuse : la différence floue entre I would like to lose et I would like to choose, dont l'équilibre entre la voix de Kurt Cobain, la guitare vive et la basse sourde la rendent puissante et mélodieuse en même temps : un prélude vers Nevermind. La chanson, aux paroles concises et floues, est un croisement réussi entre « le metal, pour la pesanteur de ses guitares, et le punk pour son côté minimaliste ». Suit Floyd the Barber, un titre grossier, abrasif, puissant mais très brut voire primal. Kurt Cobain y met beaucoup de caractère dans ses grognements en plus de riffs à deux accords pour raconter l'histoire des personnages de l'Andy Griffith Show, tous devenus des assassins dérangés. Les paroles, d'un humour « décalé et tordu », passent pour une fois au premier plan et la chanson a pour cadre un salon de barbier dans lequel les personnages de cette sitcom des années 1960 torturent et assassinent leurs clients.
La troisième piste, About a Girl, est une « mélodie carillonnante avec un refrain ironique », qui se démarque des autres chansons par son écriture puisque Kurt Cobain s'inspire de sa relation avec Tracy Marander, sa petite amie de l'époque. Elle « reflète à la perfection la rage, la douleur et la tendresse toujours présente » à la suite de leur rupture à travers des couplets et des refrains très accrocheurs. Pour la première fois, le talent de Kurt Cobain pour l'écriture de chansons pop est mis en avant. Elle est également décrite comme « grisante et excitante par sa nature […] ne se relâchant pas une seconde ». Avec sa mélodie pop et directe, cette ballade en accords mineurs n'est pas sans rappeler les Beatles, l'une de ses principales influences.

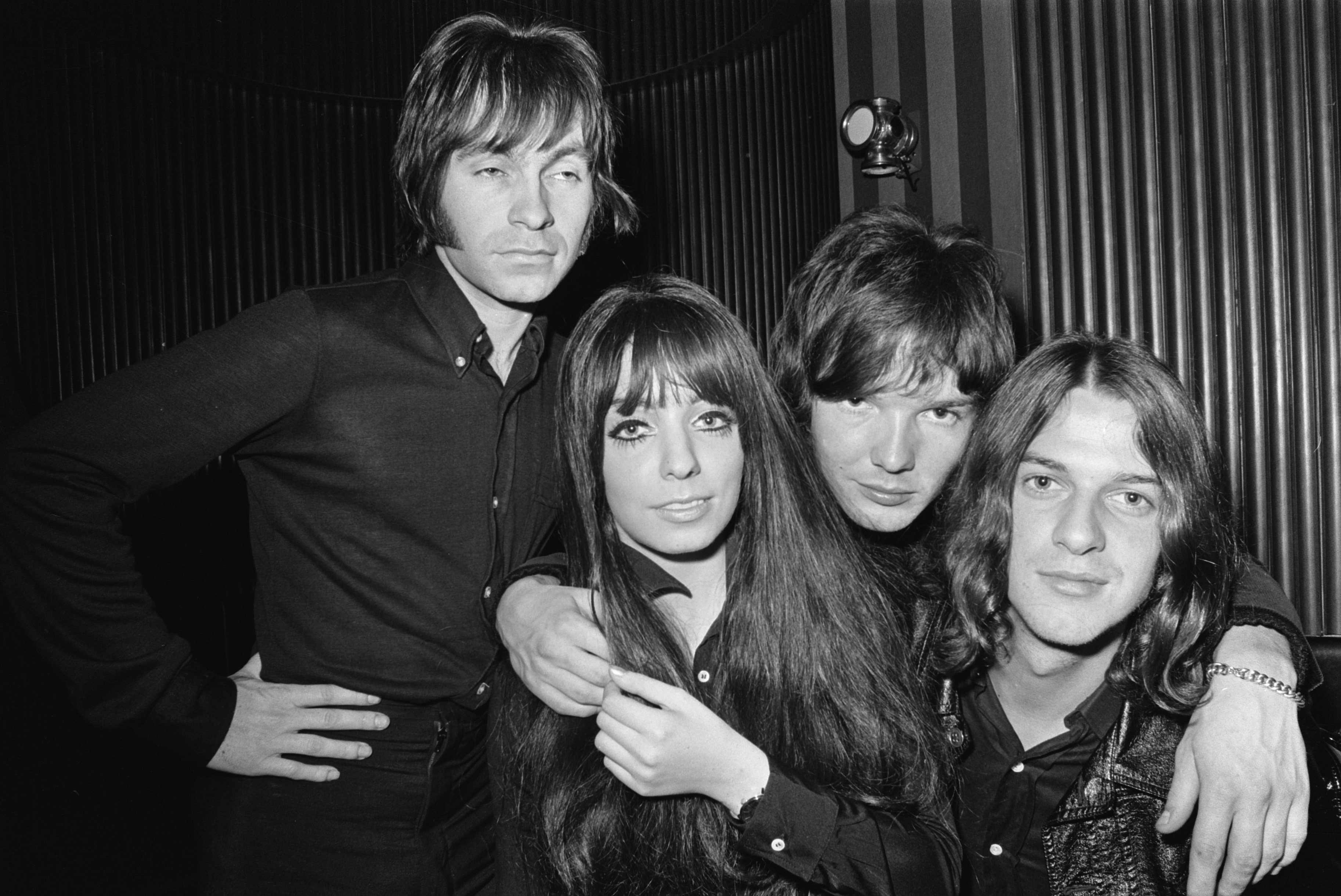
Nirvana reprend Love Buzz du groupe néerlandais Shocking Blue pour son premier single.

Ne contenant que quatre lignes de paroles, School est une critique de la scène de Seattle que Kurt Cobain compare à l'institution scolaire et décrit comme « naissante, clanique et hiérarchique ». Il répète sans arrêt « pas de récréation » tout au long du morceau, réduisant les lacunes du système scolaire au seul manque de pause dans la scolarité. Premier hymne de l'album et incarnant le titre grunge par excellence, le morceau montre à quel point le chanteur peut mettre de la passion dans ses paroles,.
Love Buzz est une reprise d'une chanson pop psychédélique des années 1960 du groupe néerlandais Shocking Blue, décrite comme « trop propre pour le trash, trop pure pour le metal et trop bonne pour être ignorée » par la chronique de The Rocket à la sortie de la chanson en single, le premier du groupe. Chanson d'amour, elle met pourtant en scène une guitare bourdonnante, une batterie cliquetante et une basse résonnante où tout devient un peu fou sur la fin. Les paroles de la chanson originale ont subi des modifications non négligeables dans la version de Nirvana.
S'inspirant de la première période de Led Zeppelin et des Melvins, Paper Cuts est le titre le plus intense de l'album, avec une mélodie folk, un rythme lourd et hésitant, une progression d'accords peu harmonieux, une guitare accrocheuse et une batterie lancinante,. Bien que les paroles soient très réfléchies, elles n'en paraissent pas moins dérangeantes et la voix effrayée en dents de scie de Kurt Cobain montre son inconstance en tant que chanteur. La chanson évoque le « calvaire d'un enfant maltraité qui grandit enfermé dans une pièce aux vitres peintes en noir ». Sur Negative Creep, la septième chanson, Kurt Cobain gémit frénétiquement et hurle par-dessus un riff répétitif au grunge puissant. Il s'y définit comme un « raté défaitiste » en rapport à sa situation précaire du moment, où il était sans argent, sans domicile fixe et commençait à prendre différentes drogues,. La phrase composant le refrain, « Daddys little girl ain't a girl no more », est un hommage à la chanson Sweet Young Thing Ain't Sweet No More de Mudhoney, alors que les vers « This is out of our range, and its crowd, This is getting to be a drone! » (« C'est hors de notre portée, et ça grandit, tout cela va devenir incontrôlable ») semblent évoquer de façon prémonitoire l'avenir de Nirvana.
Scoff s'adresse à ses parents, qu'il juge responsables de son enfance brisée à huit ans lorsqu'ils divorcèrent. Rythmé par un roulement de tambour pendant le couplet, il répète à plusieurs reprises « rends-moi mon alcool » sur un air similaire à School. Le tempo de cette chanson aux accents métalliques est influencé par Metallica et Black Sabbath. Les couplets de Swap Meet sont, eux, rythmés par l'opposition du rugissement de Kurt Cobain et des guitares agressives sur un fond bourdonnant qui se déchaîne par à-coup, tel un morceau de Metallica,. La chanson bénéficie d'un « texte nourri et mordant, d'un riff de guitare obsédant et d'une rythmique menaçante » mais l'absence de cohésion entre les paroles, l'histoire d'un couple qui vend des objets artisanaux dans les marchés aux puces, et la musique la fait partir « dans tous les sens ».
Mr. Moustache est une pique aux fans masculins du groupe dont les comportements machistes le dégoûtent,. En effet, il a longtemps subi au lycée ce type d'insultes et notamment l'appellation régulière de « lopette ». De nouveau, ce titre marque une opposition entre les rugissements de guitares et la voix grondante de Kurt Cobain. La première édition de l'album s'achève avec Sifting, sur un rythme plus lent mais dont le son est plus puissant, plus lourd et plus vaseux, façon Led Zeppelin. Accompagné de paroles étranges, la structure de celle-ci est similaire à celle de Scoff. La chanson est une charge provocatrice contre « l'autorité sous toutes ses formes et ses représentants ».
Sur les versions ultérieures, le disque bénéficie de deux titres supplémentaires, dont Big Cheese, qui se veut une critique du label Sub Pop, car bien qu'indépendant, la pression exercée par celui-ci et son fonctionnement sont proches de ce qui se fait dans les majors. Kurt Cobain alterne également les couplets au chant rauque et les refrains à la voix suave dans ce morceau qui met plus en avant les guitares que la batterie. La dernière, Downer, dont la première version remonte à 1985, est également une chanson évoquant le mépris de Kurt Cobain pour leur public, avec d'indéchiffrables paroles, rappelant It's the End of the World as We Know It (And I Feel Fine) de R.E.M.. De son propre aveu, c'est une tentative ratée où il a essayé de produire quelque chose se rapprochant des groupes de punk hardcore qu'il affectionne le plus. Cette chanson est présente également dans l'album Incesticide.

### Titre et pochette
Au début, Kurt Cobain souhaitait intituler l'album « Too Many Humans » (« Beaucoup trop d'humains »), mais cela aurait limité Nirvana à une étiquette de groupe punk rock nihiliste, tel Black Flag ou Big Black. Le nom « Bleach » (« Eau de Javel ») leur vient finalement lorsqu'ils sont à San Francisco où ils voient des affiches préconisant l'utilisation d'eau de Javel pour nettoyer les seringues et ainsi éviter la propagation du SIDA.

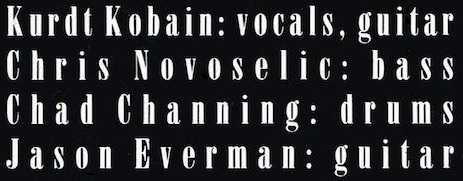
Le prénom de Kurt Cobain est mal orthographié sur la pochette de l'album.

La pochette est une photographie de Tracy Marrander, la petite amie de Kurt Cobain de l'époque, prise lors du concert à la galerie d'art Reko Muse d'Olympia. En noir et blanc, « violente et sobre », elle met en scène le groupe. N'ayant pas beaucoup de moyens, les membres du groupe se créent un logo avec la police de caractères Century Oldstyle Condensed, qui était utilisée par le magazine de Seattle The Rocket. Le prénom de Kurt Cobain est mal orthographié sur la pochette, comme cela avait déjà été le cas pour le single Love Buzz. Il est ainsi crédité sous le nom de Kurdt Kobain. La mention de Jason Everman dans les crédits, ainsi que sa présence sur la pochette, se justifient par l'argent qu'il a prêté au groupe pour l'enregistrement de l'album.

## Fiche technique

### Liste des chansons
Toutes les chansons sont écrites et composées par Kurt Cobain, sauf mention contraire.
| 1.  | Blew             |                    | 2:55 |
| 2.  | Floyd the Barber |                    | 2:18 |
| 3.  | About a Girl     |                    | 2:47 |
| 4.  | School           |                    | 2:42 |
| 5.  | Love Buzz        | Robbie van Leeuwen | 3:35 |
| 6.  | Paper Cuts       |                    | 4:06 |
| 7.  | Negative Creep   |                    | 2:57 |
| 8.  | Scoff            |                    | 4:10 |
| 9.  | Swap Meet        |                    | 3:03 |
| 10. | Mr. Moustache    |                    | 3:24 |
| 11. | Sifting          |                    | 5:23 |

| 12. | Big Cheese | Kurt Cobain, Krist Novoselic | 3:42 |
| 13. | Downer     |                              | 1:43 |

| 14. | Intro            |                              | 0:53 |
| 15. | School           |                              | 2:36 |
| 16. | Floyd the Barber |                              | 2:17 |
| 17. | Dive             | Kurt Cobain, Krist Novoselic | 3:42 |
| 18. | Love Buzz        | Robbie van Leeuwen           | 2:58 |
| 19. | Spank Thru       |                              | 2:59 |
| 20. | Molly's Lips     | Eugene Kelly, Frances McKee  | 2:16 |
| 21. | Sappy            |                              | 3:19 |
| 22. | Scoff            |                              | 3:53 |
| 23. | About a Girl     |                              | 2:28 |
| 24. | Been a Son       |                              | 2:01 |
| 25. | Blew             |                              | 4:32 |

### Interprètes
Les informations proviennent du livret fourni avec l'édition 1989 du CD.

#### Nirvana
- Kurt Cobain : chant, guitare
- Chris Novoselic : basse
- Chad Channing : batterie

#### Musiciens additionnels
- Dale Crover : batterie sur Floyd the Barber, Paper Cuts et Downer
- Jason Everman : absent (crédité à la guitare[note 1])

### Équipe de production
- Jack Endino : production
- Carol Hibbs : mastering
- Tracy Marander, Charles Peterson : photographie
- Lisa Orth : art et design de l'album